# Oberägeri
Oberägeri – miejscowość i gmina (Politische Gemeinde) w środkowej Szwajcarii, w kantonie Zug. Leży nad jeziorem Ägerisee.

## Demografia
W Oberägeri mieszka 6415 osób. W 2021 roku 30,1% populacji gminy stanowiły osoby urodzone poza Szwajcarią.

## Transport
Przez teren gminy przebiega droga główna nr 381.